# 庄司吉之助
庄司 吉之助（しょうじ きちのすけ、1905年2月18日-1985年4月30日）は、日本の歴史学者。

## 経歴
福島県信夫郡福島町（現・福島市）生まれ。1917年福島市立第三尋常小学校卒業。13歳で福島市内の福島日日新聞の文選工になり、独学で日本経済史を学ぶ。1940年福島民報に連載の「福島県蚕業発達史」が藤田五郎の目にとまり、以後研究に専念。1941年福島高等商業学校研究調査研究員嘱託、1950年福島大学講師、1954年助教授。1961年「近世養蚕業発達史」により東京大学から農学博士の学位を授与される。1963年福島大学経済学部教授、1969年定年退官。福島県域の社会経済史、自由民権運動などの研究を行った。

## 著書
- 『福島県農業史』福島県農業復興会議 1948
- 『最近福島県農業技術発達史』農業発達史調査会 1953
- 『明治維新の経済構造』御茶の水書房 1954
- 『世直し一揆の研究 明治絶対政府成立期の農民問題』私家版、1956　校倉書房 1970
- 『米騒動の研究』未来社 1957
- 『日本政社政党発達史 福島県自由民権運動史料を中心として』御茶の水書房 1959
- 『近世養蚕業発達史』御茶の水書房 1964
- 『東北諸藩百姓一揆の研究 史料』御茶の水書房 1969
- 『福島県労働運動史 戦後編』全7巻　福島県 1971‐76
- 『日本政社政党発達史 福島県自由民権運動史料を中心として』御茶の水書房 1977
- 『近代地方民衆運動史』校倉書房 1978
- 『近世民衆思想の研究』校倉書房 1979
- 『京都守護職と会津藩財政』歴史春秋社 1981
- 『庄司吉之助著作集』全5巻　歴史春秋社

1 近代福島県農業史 福島県農会史 1981
2 (半田銀山史)　1982
3 (会津藩政史の研究)　1985
4 (近代福島県養蚕・製糸業史)1986
5 (福島の民俗と伝承)　1983
- 『福島自由民権運動史』歴史春秋社 1982
- 『古文書と私』大盛堂印刷出版部 1984

### 共編著・校訂
- 『明治前期福島県農業史 資料』編著 農林省農業総合研究所 1952
- 安丸良夫・林基と校注『日本思想大系58　民衆運動の思想』岩波書店、1970
- 『いわき市史 第2巻　近世』いわき市史編さん委員会編（監修）いわき市 1975
- 『会津風土記・風俗帳 巻1 (寛文風土記)』編著 歴史春秋社・吉川弘文館 1979
- 『会津風土記・風俗帳 巻2 (貞享風俗帳)』編著 歴史春秋社 1979
- 『明治中期産業運動資料 第3巻  農事調査 福島県』大橋博編 庄司解題・校訂 日本経済評論社 1979－80
- 『明治・大正・昭和の郷土史 7 福島県』編 昌平社 1981
- 『日本農書全集 第19巻 会津農書(会津) 』佐瀬与次右衛門著 庄司翻刻・現代語訳・解題 長谷川吉次注 ほか　農山漁村文化協会 1982

## 論文
- ＜庄司吉之助